# Lystra crocea
Lystra crocea är en insektsart som beskrevs av Walker 1851. Lystra crocea ingår i släktet Lystra och familjen lyktstritar. Inga underarter finns listade i Catalogue of Life.